# Ariadna Mingueza García
Ariadna Mingueza García (Sta Perpètua de Mogoda, 22 de març de 2003) és una futbolista catalana que juga com a migcampista defensiva al Granada Club de Fútbol (femení) de la primera divisió espanyola.

## Carrera de club
Mingueza es va iniciar com a futbolista jugant al club de la seva ciutat, l'UCF Santa Perpètua, quan tenia vuit anys. Després de dues temporades, es va incorporar a la Unió Esportiva Centelles, i durant la seva primera i única temporada en aquest club el seu rendiment va cridar l'atenció dels observadors de les categories inferiors del Barcelona, que la van fitxar per al seu equip sub-14 (Infantil Aleví). De 2015 a 2021 Mingueza va anar progressant per les diferents categories del planter del club fins que el 6 de març de 2021 va debutar amb el primer equip a primera divisió davant el Santa Teresa, substituint Jenni Hermoso al minut 80 de partit.
El juliol de 2023 fitxa pel Granada Club de Fútbol (femení)

## Carrera internacional
Mingueza va ser convidada per primera vegada a entrenar amb Espanya sub-16 per Toña Is el 2 de gener de 2018. Després es va convertir en un nom habitual a les convocatòries, així com posteriorment a la selecció sub-17 que també dirigia Is. En el Campionat de la UEFA Sub-17 del 2019, Mingueza va formar part de la selecció espanyola que va arribar a la semifinal, però va ser derrotada per Holanda i no va arribar a la final per primera vegada des del 2013.
El primer partit de Mingueza amb la selecció sub-19 es va produir durant la classificació per al Campionat de la UEFA del 2022 contra Eslovàquia. Va jugar el partit íntegrament com a capitana d'Espanya. Després de 5 victòries i 1 empat al llarg de dues rondes amb Mingueza jugant a tots els partits i 4 vegades de titular, Espanya va aconseguir classificar-se per al torneig final. Va marcar el seu primer gol amb la selecció juvenil a la victòria per 6-0 contra Portugal.

## Vida personal
El germà gran de Mingueza, Óscar també era jugador del Barcelona i actualment juga al Celta de Vigo, i es va incorporar a La Masia el 2007.